# Michel Coulombe (journaliste)
Pour les articles homonymes, voir Coulombe.
Michel Coulombe est un journaliste, critique, chroniqueur, scénariste et auteur de plusieurs livres portant sur le cinéma. Il est à l'origine de plusieurs événements et projets autour de la diffusion du cinéma au Québec et au Canada.

## Biographie
Né à Labrieville (Québec), il est diplômé en communications à l' Université d'Ottawa. Il a un diplôme en scénarisation cinématographique à l'Université du Québec à Montréal et poursuit sa formation en gestion des organismes culturels à l'École des hautes études commerciales. Il travaille depuis 1980 dans le domaine du cinéma, de la radio et de la télévision.
Dès 1981, il organise un colloque portant sur le cinéma pour enfants au Québec. Il dirige ensuite pendant cinq ans l'Association des cinémas parallèles du Québec où il crée la revue Ciné-Bulles. De 1984 à 1999, on le retrouve à la direction des Rendez-vous du cinéma québécois, événement qui présente une rétrospective de la production nationale à Montréal et ailleurs au pays. Il s'implique aussi dans différents comités et conseils d’administration et participe à la création de la Soirée des Jutra.
De 1999 à 2000, à Radio-Canada, il est chef de pupitre de l'émission littéraire de Jamais sans mon livre. Il crée et développe l'année suivante une plate-forme web silenceoncourt.tv, complémentaire à une émission diffusée sur les ondes de ARTV. Il en est à la fois le programmateur et l’animateur.
Pour Silence, on court !, il compile et présente des programmes de courts métrages en salles et dans le réseau des festivals. Il organise aussi des Nuits du court métrage dans une trentaine de villes canadiennes.
Il participe ensuite à la création de Pourquoi pas un court ?, une organisation qui assure sur une période de deux ans, la diffusion des courts métrages québécois dans les salles de cinéma du Québec,. Il collabore durant une quinzaine d’années avec le Festival international du court métrage de Clermont-Ferrand, où il co-anime les débats quotidiens. Il siège à plusieurs jurys dans des festivals au pays et à l’étranger (Italie, Maroc, Russie, France, Suisse, Roumanie).
Pendant deux ans, il dirige des projets spéciaux à Radio Canada international et met en place des concours de création nationaux et internationaux sur le thème de l’immigration, dont Métissé serré et Migrations. Il produit aussi plusieurs cyberséries sur l’immigration, dont les versions brésilienne, marocaine et indienne de la série J’adopte un pays.
Il agit à titre d’analyste au contenu à Téléfilm Canada ou à Radio-Canada. Il sera conseiller à la scénarisation pour plusieurs films et séries dont La Conquête du grand écran, La Culture dans tous ses états, Yin et Yang, Les Orphelins de Duplessis, Les Lavigueur, la vraie histoire, Rebelle, Rouge sang, Nelly et Simon : Mission Yéti, La Passion du risque, Le Jockey Ron Turcotte et Béliveau.
Après avoir scénarisé ou coscénarisé les épisodes de la série Histoires de musées, il travaille à un documentaire sur la photographie, L’objectif subjectif. Son travail l’amène en 2011 à la réalisation, il signe le documentaire Octos dynamos qui sera diffusé sur les ondes de TV5 puis de TV5 Monde, La même année, il agit comme producteur au contenu de la série télé Ça roule !
À la fin des années 1980, il publie en collaboration avec Marcel Jean une première de quatre éditions du Dictionnaire du cinéma québécois dont il assume seul la direction à partir de 1991. Il consacre alors des livres à Denys Arcand, Gilles Carle et Jean Beaudin tout en poursuivant ses collaborations avec de nombreux magazines comme Ciné-Bulles, Vélomag, Bref, Premium, L’Actualité et au Journal de Montréal. Depuis 1994, il participe, à titre de chroniqueur, à diverses émissions de radio ou de télévision diffusées sur les ondes de Radio-Canada, Télé-Québec, TFO et RDI, notamment La course destination monde, le Téléjournal 18 h, 24·60, Aujourd’hui l’histoire, Samedi et rien d’autre et Dessine-moi un matin. Il donne régulièrement des conférences sur le septième art.
En 2014, il publie un roman, Méchants patrons ! suivi d'un livre d’entretiens sur l’âge et le vieillissement, Les forces de l’âge. Il revient par la suite à son sujet favori, le cinéma québécois avec Le Québec au cinéma et 27 scènes marquantes du cinéma québécois.

## Publications
- Le Dictionnaire du cinéma québécois, Éditions du Boréal, 1988  (ISBN 2-89052-266-0)
- Denys Arcand : la vraie nature du cinéaste : entretiens, Éditions du Boréal, 1993  (ISBN 9782890525535)
- Entretiens avec Gilles Carle : le chemin secret du cinéma, Liber éditeur, 1995  (ISBN 9782921569163)
- Nô, avec Robert Lepage et André Morency, Les 400 coups, 1998  (ISBN 9782921620734)
- Entretiens avec Jean Beaudin, Les 400 coups, 1999  (ISBN 9782921569729)[16]
- Le Dictionnaire du cinéma québécois, nouvelle édition revue et augmentée, Éditions du Boréal, 2006  (ISBN 9782764604274)
- L'État du vélo au Québec en 2010, Vélo-Québec, 2010 (ISBN 978-2-922418-18-7)[17].
- Méchants patrons!, Stanké éditeur, 2014  (ISBN 9782760411333)[18],[19]
- Les forces de l'âge, avec Véro Boncompagni, Saint-Jean éditeur, 2014  (ISBN 9782894558249)[20],[21].
- Le Québec au cinéma, ce que nos films disent de nous, Saint-Jean éditeur, 2022  (ISBN 9782898273728) [22].
- 27 scènes marquantes du cinéma québécois, Éditions les Heures Bleues, 2023  (ISBN 9782925276104)[23],[24],[25].

## Scénarisation, réalisation, production
- 1997 :  Histoires de musées, série télé.
- 1997 : L'Objectif subjectif, réalisation Jean Beaudry, 53 minutes[10].
- 2011 : Octos dynamos, documentaire, réalisation, 53 minutes[26].
- 2011 : Ça roule !, série documentaire, production au contenu.

## Distinctions
Silence on Court !, Prix Boomerang Info-Presse 2003, catégorie portail/site spécialisé et Mention honorifique, The Webby Awards, Toronto, 2004.
Migrations, Prix Boomerang Info-Presse